# シリウス (THE BACK HORNの曲)
「シリウス」は、THE BACK HORNの20枚目のシングル。2012年3月7日発売。

## 解説
前作「世界中に花束を」以来約1年ぶり、CDシングルでは「閉ざされた世界」以来約1年7ヶ月ぶりのシングル。アルバム『リヴスコール』の先行シングルでもある。カップリング曲「クリオネ」は、ちふれ化粧品「SAVE WOMAN」CMソングとして使われており、CM内のナレーションはボーカルの山田将司が担当している。

## 収録曲
全作曲・編曲：THE BACK HORN
1. シリウス
作詞：菅波栄純
2. 一つの光
作詞：山田将司
3. クリオネ
作詞：菅波栄純
  - ちふれ化粧品「SAVE WOMAN」2011 CMソング
4. 舞い上がれ＜Band Version＞（初回限定盤のみ）

## 収録アルバム
- オリジナルアルバム『リヴスコール』（2012年6月6日）